# Мандухай
Мандухай-хатун (также Мандухай Мудрая; монг. Мандухай сэцэн хатан; 1449—1510/1526) — монгольская императрица династии Северная Юань, впервые со времён Тогон-Тэмура вместе со своим мужем Даян-ханом Бату-Мункэ воссоединившая монгольские тумены.

## Биография

### Происхождение и первый брак
Мандухай была дочерью Чоросбай-Тэмур-чинсана монголов-онгутов в Ордосе; по материнской линии происходила из ойратского рода чоросов. Была единственной дочерью, однако освоила чисто мужские умения: чтение, письмо, верховую езду и стрельбу из лука. В 1465 году в возрасте семнадцати лет вышла замуж за Мандуул-хана (прав. 1475—1479), родила ему двух дочерей и поэтому пользовалась большим расположением, чем его бездетная старшая жена Эхэ Хабарту-Джунхэн.

### Воспитание Бату-Мункэ
Хотят меня забрать в невестки в земли,

Где не различить масти коня.

Потомок хана мал, а потомок Хасара позвал меня в жёны.

Вот я и прибыла к ханскому дворцу.

Хотят меня забрать в невестки в земли,

Где не различить масть пегого коня.

Потомок твой ещё ребёнок, а далёкий господин позвал меня в жёны.

Вот я оставила страх и пришла к золотому дворцу.

Моя смелость ослабла, моё лицо в стыду.

Если я пойду к Нойонболод-вану,

Сказав, что твои широкие двери легки,

А высокий порог твой узок —

Твой укрюк ведь длинен, а петля широка, —

Задержи меня своим укрюком!

Если возьму твоего потомка, хоть он и мал,

Задержи крюком Нойонболод-вана!

Один-единственный родился наследник у хана.

Если я сама буду решать и пойду туда,

Говоря, что умер твой наследник,

Пусть раскрошатся мои берцовые кости!

Давно родился у владыки-Богдо наследник!

Если я сама буду решать и пойду туда,

Говоря, что потеряла твоего наследника,

Пусть я здесь перед тобой, о Великая ханша, умру!
После внезапной смерти Мандуул-хана в 1479 году Мандухай осталась вдовой, причём без наследников. В это время тангутский Тэмур-Хадак привёз к ней малолетнего сироту, Борджигина Бату-Мункэ, единственного оставшегося в живых наследника юаньской династии. Мандухай оставила его при дворе с намерением в будущем выйти за него замуж, и на этом основании отказала в замужестве Нойонболод-вану, потомку брата Чингис-хана Хасара, обещав, однако, что за его отказ от попыток жениться на ней она назовёт всех своих сыновей в его честь — Болодами. Согласно «Золотому сказанию», выйти замуж за молодого чингисида её убедил старший брат Джига:
Если она выйдет замуж за потомка Хасара, то пойдёт по тёмному пути, лишится своего народа и потеряет славное имя «хатун». Если станет женой потомка хана, то получит защиту Небесного владыки, станет правительницей всего своего народа и имя своё «хатун» прославит. Если станет женой этого человека, то пойдёт по белой дороге, будет править туменом чахаров и имя своё прославит бесконечно!

### Война с ойратами
В 1479 году Мандухай выслала против ойратов пешее войско, а сама последовала за ним во главе конного отряда и разбила ойратские войска при Тас-Бурду в Тэгдуне, а в 1481 году взяла крепость Тас. Разбив западных монголов, Мандухай обязала их следовать следующим правилам в знак подчинения Золотому роду чингисидов:

Дурбэн-ойратов, одного за другим подавив, захватила и установила у них порядок. «Вы впредь не называйте юрту (гэр) свою дворцом (орд). Называйте ставкой (өргөө). Кисть [на шлеме] не делайте длиннее двух пальцев. [Перед ханом] не садитесь, поджавши ноги, садитесь, преклонясь на колени. Не ешьте, отрезая ножом мясо кусками, ешьте откусывая. Айрак называйте цэгээ». Такой закон установила. Ойраты просили, чтобы есть мясо, отрезая ножом, и сказала тогда: «Пусть отрезают». До сих пор эти законы соблюдаются.

Ойраты, за исключением второго запрета, усвоили эти предписания. Блестящие победы Мандухай от имени Бату-Мункэ вернули военную славу и политическое влияние роду Борджигинов.

### Интронизация Бату-Мункэ и замужество
Когда Бату-Мункэ исполнилось девятнадцать лет, тридцатичетырёхлетняя Мандухай-хатун вышла за него замуж. Мандухай-хатун возвела Бату-Мункэ на общеимперский монгольский престол в качестве наследника Чингис-хана в одном из чахарских святилищ. Бату-Мункэ получил титул «Даян-хан» (монг. даян — «всеобщий». Когда Даян-хан и Мандухай-хатун вместе совершали жертвоприношение и поклонение предкам и Синему небу, она произнесла следующее благопожелание:
Чтобы не прервалось потомство отца-владыки Чингиса, да взлелею я у сердца моего семь сыновей, а на коленях- одну дочь!
Мандухай родила родила Даян-хану первую двойню — сыновей Улсболода и Турболода; в 1484 году — вторую, сыновей Барсуболодa и Торолту; в 1487 году — Арцболода, в 1490 году, во время новой войны с ойратами — Алчуболода и Очирболода, причём даже во время беременности она участвовала в битвах. Также Мандухай-хатун родила от Даян-хана одну дочь.
Мандухай-хатун умерла в 1510 году во время войны мужа с китайской империей Мин, когда в результате неудачи рейда в Китай они были вынуждены откочевать на Керулен.

## Историческое значение
Та монгольская девица -

Ласкова, гибка, упруга,

Всадница на кобылице,

Мать и нежная супруга.

Тяжко было время оно,

Кровь из ран струилась долго,

Но прореху в строе конном

Залатала та монголка.

Сладко милого ласкала,

Саблей вражью рать рубила,

Под серебряным забралом

Косы чёрные сокрыла.

Не успели позабыться 

Игры, празднества, наряды - 

Ныне щит в руке искрится,

И легки на теле латы.
Мандухай-хатун удалось сохранить влияние потомства Чингис-хана в Монголии, подавив ойратов и объединив монгольские тумены под знаменем единого всемонгольского Даян-хана. Мандухай — праматерь большинства ныне живущих монгольских чингисидов по отцовской линии.

## Мандухай-хатун в искусстве
- Пьеса «Мандухай Мудрая» (монг. Мандухай сэцэн).
- «Мудрая княжна Мандухай» (монг. Мандухай сэцэн хатан) — монгольский фильм 1988 года режиссёра Б. Балжинняма, основанный на одноимённом историческом романе Ц. Нацагдоржа. Музыку к этому фильму, считающуюся самостоятельным произведением искусства, написал композитор Н. Жанцанноров.
- Образ Мандухай-хатун используется в поэме монгольского поэта Р. Чойнома «Монголка» («Монгол бүсгүй»).
- Песня «Мандухай» — мелодия Д. Баттэмура, слова Б. Пүрэвдоржа.